# FN SLP
La FN SLP (acrónimo en inglés de Self-Loading Police) es una escopeta semiautomática de calibre 12, diseñada y fabricada por la FN Herstal en Bélgica. Es una escopeta accionada por gas y la FN produce cinco modelos distintos: SLP Standard, SLP Mark I, SLP Tactical, SLP Competition y SLP Mark I Tactical. La serie SLP fue introducida al mercado en 2008 y la revista American Rifleman la llamó "Escopeta del año 2009".
La SLP tiene un Riel Picatinny para montar accesorios, así como un alza y un punto de mira ajustables; la SLP Standard tiene un radio de puntería de 447 mm o 546 mm, mientras que la Mark I tiene un radio de puntería de 457 mm. El gatillo de las escopetas SLP tiene una resistencia de 28 a 33 N. El botón de liberación del portacerrojo está situado en el lado derecho del cajón de mecanismos, debajo de la portilla de eyección. El seguro de la escopeta está situado detrás de su gatillo. La FN Herstal afirma que la SLP es "capaz de disparar ocho cartuchos en menos de un segundo".
Las escopetas SLP son suministradas con un artefacto de bloqueo y llaves, un cilindro Standard Invector mejorado y estranguladores modificados, una llave tubular para estranguladores, dos pistones con válvula activa (uno para cartuchos con cargas pesadas y otro para cartuchos con cargas ligeras), tres carrilleras intercambiables (solo con el modelo Tactical), tres almohadillas de retroceso intercambiables (solo con el modelo Tactical) y su manual de instrucciones.